# Ain (trigramme)
Cette page contient des caractères spéciaux ou non latins. S’ils s’affichent mal (▯, ?, etc.), consultez la page d’aide Unicode.
Pour les articles homonymes, voir Ain.
Ain (minuscule ain) est un trigramme de l'alphabet latin composé d'un A, d'un I et d'un N.

## Linguistique
- En français, le trigramme ‹ ain › représente le son [ɛ̃] (exemple : pain). Devant m, b ou p, c'est le trigramme « aim » qui représente cette voyelle.

## Représentation informatique
Il n'existe aucun encodage de ‹ ain › sous la forme d'un seul signe. Il est toujours réalisé en accolant un A, un I et un N.